# 小伊納河
53°19′01″N 15°03′25″E / 53.3169°N 15.0570°E
小伊納河是波蘭的河流，位於該國西北部，處於西波美拉尼亞省，屬於伊納河的左支流，河道全長55公里，流域面積426平方公里，河口處在什切青舊城附近。